# 標準モルエントロピー
標準モルエントロピー（ひょうじゅんモルエントロピー、英語: standard molar entropy）とは、標準圧力における理想的あるいは仮想的な状態の、物質1モル当たりのエントロピーである。標準圧力 P° としては、1気圧が伝統的に用いられているが、1980年代以降に編纂されたデータ集には1バールすなわち 105 Pa を採用しているものもある。標準モルエントロピー 
S°m の値は温度に依存して変化するので、例えば 298 K  における標準モルエントロピーであれば S°m, 
298 や S°m(298 K) のように添え字か引き数で温度を表す。温度が明示されていない場合は、298.15 K すなわち 25 ℃ における値であることが多い。
熱力学第三法則により、純物質の絶対零度における完全結晶のエントロピーは0であることから、物質の絶対エントロピーを求めることが可能となる。

## 標準モルエントロピーの算出

### 定圧モル熱容量より

#### 純物質の固体と液体
純粋な固体を絶対零度から絶対温度 T まで加熱する場合を考える。相転移がこの温度範囲で起らなければ、温度 T、圧力 P における物質のモルエントロピーSm(T, P) は温度 T ' < T、圧力 P におけるこの固体の定圧モル熱容量 CP,m(solid; T ', P) と以下の関係がある。
{\displaystyle S_{\text{m}}(T,P)=S_{\text{m}}(0,P)+\int _{0}^{T}{\frac {C_{P,{\text{m}}}({\text{solid}};T',P)}{T'}}dT'}
熱力学第三法則により、絶対零度における完全結晶のエントロピーは、任意の圧力 P において S(0, P) = 0 である。従って、絶対零度において完全結晶となり、かつ絶対零度から温度 T までの間に相転移がない固体の温度 T における標準モルエントロピーは以下の式で求められる。
{\displaystyle S_{\text{m}}^{\circ }({\text{solid}};T)=\int _{0}^{T}{\frac {C_{P,{\text{m}}}({\text{solid}};T',P^{\circ })}{T'}}dT'}
絶対零度から温度 T までの間に相転移が存在する場合は、相転移エントロピー変化 {\displaystyle \Delta _{\text{trs}}S_{\text{m}}={\frac {\Delta _{\text{trs}}H_{\text{m}}}{T_{\text{trs}}}}} を加算しなければならない。
{\displaystyle S_{\text{m}}^{\circ }({\text{solid}};T)=\int _{0}^{T}{\frac {C_{P,{\text{m}}}({\text{solid}};T',P^{\circ })}{T'}}dT'+{\frac {\Delta _{\text{trs}}H_{\text{m}}(T_{\text{trs}},P^{\circ })}{T_{\text{trs}}}}}
一般には、絶対零度から温度 T までの間に複数回の相転移が起こりうるので、一般式は
{\displaystyle S_{\text{m}}^{\circ }({\text{solid}};T)=\int _{0}^{T}{\frac {C_{P,{\text{m}}}({\text{solid}};T',P^{\circ })}{T'}}dT'+\sum _{i}^{T_{{\text{trs}},i}<T}{\frac {\Delta _{\text{trs}}H_{\text{m}}(T_{{\text{trs}},i},P^{\circ })}{T_{{\text{trs}},i}}}}
となる。ただし Ttr,i は、標準圧力 P° のもとで絶対零度から温度 T まで準静的に固体を加熱した時に相転移が起こる i 番目の温度であり、{\displaystyle \Delta _{\text{trs}}H(T_{{\text{trs}},i},P^{\circ })} は、i 番目の相転移のモルエンタルピー変化である。絶対零度から温度 T に至るまで相転移が存在しない場合は、上式の第二項の寄与はゼロである。複数の相転移が存在する場合は、それぞれの相転移について相転移エントロピー変化 {\displaystyle \Delta _{\text{trs}}S_{\text{m}}={\frac {\Delta _{\text{trs}}H_{\text{m}}}{T_{\text{trs}}}}} を加算しなければならない。
絶対零度まで冷却すると完全結晶となる温度 T の液体の場合は、融点 Tfus における融解エントロピー変化 {\displaystyle \Delta _{\text{fus}}S_{\text{m}}={\frac {\Delta _{\text{fus}}H_{\text{m}}}{T_{\text{fus}}}}} を加算しなければならない。
{\displaystyle S_{\text{m}}^{\circ }({\text{liquid}};T)=S_{\text{m}}^{\circ }({\text{solid}};T_{\text{fus}})+{\frac {\Delta _{\text{fus}}H_{\text{m}}(T_{\text{fus}},P^{\circ })}{T_{\text{fus}}}}+\int _{T_{\text{fus}}}^{T}{\frac {C_{P,{\text{m}}}({\text{liquid}};T',P^{\circ })}{T'}}dT'}
以上のことから純物質の固体と液体の標準モルエントロピー S°m(T) は、絶対零度から温度 T に至るまでの定圧モル熱容量 CP,m と、温度 T より低い温度にあるすべての相転移点と潜熱から算出できることが分かる。

#### 純物質の気体
絶対零度まで冷却すると完全結晶となる温度 T の気体の場合は、まず沸点 Tboil における蒸発エントロピー変化 {\displaystyle \Delta _{\text{vap}}S_{\text{m}}={\frac {\Delta _{\text{vap}}H_{\text{m}}}{T_{\text{boil}}}}} を加算しなければならない。
{\displaystyle S_{\text{m}}({\text{gas}};T,P^{\circ })=S_{\text{m}}^{\circ }({\text{liquid}};T_{\text{boil}})+{\frac {\Delta _{\text{vap}}H_{\text{m}}(T_{\text{boil}},P^{\circ })}{T_{\text{boil}}}}+\int _{T_{\text{boil}}}^{T}{\frac {C_{P,{\text{m}}}({\text{gas}};T',P^{\circ })}{T'}}dT'}
気体の標準モルエントロピーを求めるには、さらに気体の不完全性の補正をしなければならない。なぜなら、気体の標準モルエントロピーは、0 < P < P° の圧力範囲で、理想気体の状態方程式に従う仮想的な気体のモルエントロピーとして定義されているからである。マクスウェルの関係式より任意の気体について
{\displaystyle S_{\text{m}}({\text{gas}};T,P^{\circ })=S_{\text{m}}({\text{gas}};T,P)-\int _{P}^{P^{\circ }}\left({\frac {\partial V_{\text{m}}}{\partial T}}\right)_{P'}dP'}
が成り立つ。とくに 0 < P < P° の圧力範囲で理想気体の状態方程式 {\displaystyle PV_{\text{m}}=RT} に従う仮想的な気体については、
{\displaystyle \left({\frac {\partial V_{\text{m}}}{\partial T}}\right)_{P}={\frac {R}{P}}} なので
{\displaystyle S_{\text{m}}^{\circ }({\text{gas}};T)=S_{\text{m}}({\text{ideal gas}};T,P^{\circ })=S_{\text{m}}({\text{ideal gas}};T,P)-\int _{P}^{P^{\circ }}{\frac {R}{P'}}dP'}
となる。よって、気体の標準モルエントロピー S°m(gas; T) と標準圧力の気体のモルエントロピー Sm(gas; T, P°) の関係は
{\displaystyle S_{\text{m}}^{\circ }({\text{gas}};T)=S_{\text{m}}({\text{gas}};T,P^{\circ })+\left\{S_{\text{m}}({\text{ideal gas}};T,P)-S_{\text{m}}({\text{gas}};T,P)\right\}+\int _{P}^{P^{\circ }}\left\{\left({\frac {\partial V_{\text{m}}}{\partial T}}\right)_{P'}-{\frac {R}{P'}}\right\}dP'}
と表される。ここで低圧の極限 P → 0 において
{\displaystyle \lim _{P\to 0}\left\{S_{\text{m}}({\text{ideal gas}};T,P)-S_{\text{m}}({\text{gas}};T,P)\right\}=0}
と仮定するなら、気体の不完全性を補正する項は
{\displaystyle \int _{0}^{P^{\circ }}\left\{\left({\frac {\partial V_{\text{m}}}{\partial T}}\right)_{P'}-{\frac {R}{P'}}\right\}dP'}
となり、気体の標準モルエントロピー S°m(gas; T) と液体の標準モルエントロピー S°m(liquid; T) の関係は
{\displaystyle S_{\text{m}}^{\circ }({\text{gas}};T)=S_{\text{m}}^{\circ }({\text{liquid}};T_{\text{boil}})+{\frac {\Delta _{\text{vap}}H_{\text{m}}(T_{\text{boil}},P^{\circ })}{T_{\text{boil}}}}+\int _{T_{\text{boil}}}^{T}{\frac {C_{P,{\text{m}}}({\text{gas}};T',P^{\circ })}{T'}}dT'+\int _{0}^{P^{\circ }}\left\{\left({\frac {\partial V_{\text{m}}}{\partial T}}\right)_{P}-{\frac {R}{P}}\right\}dP}
となる。
以上のことから純物質の気体の標準圧力におけるモルエントロピー Sm(T, P°) は、沸点 Tboil または昇華点 Tsub における液体または固体の標準モルエントロピー S°m(liquid; Tboil) または S°m(solid; Tsub) と、蒸発熱または昇華熱と、沸点または昇華点から温度 T に至るまでの定圧モル熱容量 CP,m から算出できることが分かる。標準圧力におけるモルエントロピー Sm(T, P°) に気体の不完全性の補正をすることで、気体の標準モルエントロピー S°m(T) が求まる。

#### 気体の不完全性の補正の見積り
フッ化水素のような気相中で二量体ないし多量体を形成する分子を例外として除けば、常温常圧では実在気体の理想気体からのずれは小さい。そこで実在気体の状態方程式をビリアル展開すると、気体の不完全性を補正する項を近似的に求めることができる。すなわち、標準圧力より低い圧力において実在気体の状態方程式を
{\displaystyle V_{\text{m}}(T,P)={\frac {RT}{P}}+B_{V}(T)}
と近似すると、気体の不完全性を補正する項は
{\displaystyle \int _{0}^{P^{\circ }}\left\{\left({\frac {\partial V_{\text{m}}}{\partial T}}\right)_{P}-{\frac {R}{P}}\right\}dP=\int _{0}^{P^{\circ }}{\frac {dB_{V}}{dT}}dP=P^{\circ }{\frac {dB_{V}}{dT}}}
となり、第二ビリアル係数 BV(T) で表すことができる。第二ビリアル係数は、ファンデルワールス定数 a, b を用いると BV(T) = b − a/RT と表されるので、a 〜 500 × 10−3 Pa m6mol−2 であれば気体の不完全性を補正する項は、298 K では
{\displaystyle P^{\circ }{\frac {dB_{V}}{dT}}={\frac {P^{\circ }a}{RT^{2}}}\sim 0.07\,{\rm {J\,K^{-1}mol^{-1}}}}
程度の大きさである。低温では、この補正項は温度の二乗に反比例して大きくなる。例えば、ジオークらは窒素の沸点 77 K における補正項を、ベルテローの状態方程式と臨界温度と臨界圧力を使って、0.92 J K−1mol−1 と見積もっている。

#### 純物質の蒸気
標準圧力、温度 T において液体である物質の場合は、温度 T の蒸気の標準モルエントロピー S°m(gas; T) を上述の方法で求めることはできない。この場合は、温度 T で液相と平衡にある蒸気のモルエントロピー Sm(gas; T, Pvap) から S°m(gas; T) を求める。ただし Pvap は温度 T における平衡蒸気圧である。蒸気のモルエントロピー Sm(gas; T, Pvap) は蒸気と平衡にある液体のモルエントロピー Sm(liq; T, Pvap) に、温度 T、圧力 Pvapにおける蒸発エントロピ—変化を加算すると求められる。
{\displaystyle S_{\text{m}}({\text{gas}};T,P_{\text{vap}})=S_{\text{m}}({\text{liquid}};T,P_{\text{vap}})+{\frac {\Delta _{\text{vap}}H_{\text{m}}(T,P_{\text{vap}})}{T}}}
蒸気と平衡にある液体のモルエントロピー Sm(liquid; T, Pvap) は、液体の標準モルエントロピー S°m(liquid; T) と
{\displaystyle S_{\text{m}}({\text{liquid}};T,P_{\text{vap}})=S_{\text{m}}^{\circ }({\text{liquid}};T)+\int _{P_{\text{vap}}}^{P^{\circ }}V_{\text{m}}({\text{liquid}};T,P)\alpha ({\text{liquid}};T,P)dP}
の関係にある。ただし α(liquid; T, P) は温度 T、圧力 P における液体の熱膨張率である。蒸気の標準モルエントロピー S°m(gas; T) と平衡蒸気圧の蒸気のモルエントロピー Sm(gas; T, Pvap) の関係は、標準圧力の気体のモルエントロピー Sm(gas; T, P°) から気体の標準モルエントロピー S°m(gas; T) を求めた時と同じように考えると
{\displaystyle S_{\text{m}}^{\circ }({\text{gas}};T)=S_{\text{m}}({\text{gas}};T,P_{\text{vap}})+\int _{0}^{P_{\text{vap}}}\left\{\left({\frac {\partial V_{\text{m}}}{\partial T}}\right)_{P}-{\frac {R}{P}}\right\}dP+R\ln {\frac {P_{\text{vap}}}{P^{\circ }}}}
となる。これらの3式をまとめると蒸気の標準モルエントロピー S°m(gas; T) は
{\displaystyle S_{\text{m}}^{\circ }({\text{gas}};T)\simeq S_{\text{m}}^{\circ }({\text{liquid}};T)+{\frac {\Delta _{\text{vap}}H_{\text{m}}(T,P_{\text{vap}})}{T}}+V_{\text{m}}({\text{liquid}};T,P^{\circ })\alpha ({\text{liquid}};T,P^{\circ })\left(P^{\circ }-P_{\text{vap}}\right)+P_{\text{vap}}{\frac {dB_{V}}{dT}}+R\ln {\frac {P_{\text{vap}}}{P^{\circ }}}}
となる。ただし、液体のモル体積と熱膨張率の圧力依存性を無視した。また気体の不完全性の補正は、先と同様に、ビリアル展開を第二項で打ち切っている。液体のモル体積と熱膨張率をそれぞれ Vm(liquid) 〜 100 cm3mol−1, α(liquid) 〜 10−3 K−1 とすれば
{\displaystyle V_{\text{m}}({\text{liquid}};T,P^{\circ })\alpha ({\text{liquid}};T,P^{\circ })\left(P^{\circ }-P_{\text{vap}}\right)\sim 10^{-4}\,{\rm {{m^{3}mol^{-1}}\cdot 10^{-3}\,{\rm {{K^{-1}}\cdot 10^{5}\,{\rm {{Pa}=0.01\,{\rm {J\,K^{-1}mol^{-1}}}}}}}}}}
であり、また Pvap 〜 P°/10 であれば、気体の不完全性の補正は 0.01 J K−1mol−1 以下となり、これら二つの項の標準モルエントロピーへの寄与は小さい。よってこれら二つの項を無視する近似で、蒸気の標準モルエントロピー S°m(gas; T) は
{\displaystyle S_{\text{m}}^{\circ }({\text{gas}};T)\simeq S_{\text{m}}^{\circ }({\text{liquid}};T)+{\frac {\Delta _{\text{vap}}H_{\text{m}}(T,P_{\text{vap}})}{T}}+R\ln {\frac {P_{\text{vap}}}{P^{\circ }}}}
と算出される。
例えば、298.15 K の水蒸気であれば
{\displaystyle {\frac {S_{\text{m}}^{\circ }({\text{gas}})}{\rm {J\,K^{-1}mol^{-1}}}}=69.91+{\frac {44016}{298.15}}+8.3145\cdot \ln {\frac {31.70\,{\rm {hPa}}}{1000\,{\rm {hPa}}}}=188.84}
となる。
以上のことから純物質の蒸気の標準モルエントロピー S°m(T) は、温度 T における液体または固体の標準モルエントロピー S°m(liquid; T) または S°m(solid; T) と、その温度における蒸発熱または昇華熱と、平衡蒸気圧からよい精度で算出できることが分かる。よりよい精度の標準モルエントロピーを算出するには、液体の密度と熱膨張率、および蒸気の不完全性の補正が必要になる。

### 統計力学的計算
気体のモルエントロピーは分子構造および各エネルギー準位より統計力学的に算出することも可能である。統計力学的に算出したエントロピーを、統計的エントロピー（英: statistical  entropy）または統計力学的エントロピーという。計算に用いる分子構造および各エネルギー準位は、赤外分光法やマイクロ波分光法などの分子分光法より得られる。そのため、統計力学的に算出した理想気体のモルエントロピーを分光学的エントロピー（英: spectroscopic entropy）ともいう。それに対して、熱力学第三法則に基づいて熱容量測定などの熱測定から算出したエントロピーを、第三法則エントロピー（英: third law entropy）または測熱的エントロピー（英: calorimetric entropy）という。
この節では、標準圧力 P° における理想気体のモルエントロピー Sm(T, P°)、すなわち気体の標準モルエントロピー S°m(T) を、分光学的データから算出する方法について述べる。
理想気体のエントロピーは、気体が独立に並進運動する同じ種類の粒子の集まりであり、かつ粒子間には相互作用が働かない、と仮定すると統計力学的に算出できる。粒子間に相互作用が働かないとするなら、気体のモルエントロピー Sm(T, P°) は、粒子の並進運動による項と粒子の内部自由度による項の和として表される。
{\displaystyle S_{\text{m}}(T,P^{\circ })=S_{\text{m,trans}}(T,P^{\circ })+S_{\text{m,internal}}(T)}
粒子の内部自由度による項 Sm,internal(T) は圧力には依らず、温度と分光測定から求められる1個の粒子の性質だけで決まる。粒子が原子や単原子イオンの場合は、内部自由度は電子によるものだけなので、原子分光法により電子状態が知られていれば、Sm,internal(T) を算出することができる。粒子が分子や多原子イオンの場合は、内部自由度による項 Sm,internal(T) を電子状態による項、分子振動による項、分子回転による項に分割して計算する（ボルン–オッペンハイマー近似）。
{\displaystyle S_{\text{m,internal}}(T)=S_{\text{m,elec}}(T)+S_{\text{m,vib}}(T)+S_{\text{m,rot}}(T)}
粒子の並進運動による項 Sm,trans(T, P°) は、粒子の性質の詳細には依らない。温度と圧力に加えて、粒子の質量にのみ依存する項である。

#### 並進エントロピー
理想気体の並進エントロピーは以下のようになる。ここでR は気体定数、m は粒子の質量、k はボルツマン定数、h はプランク定数、Vm  は理想気体のモル体積、NA はアボガドロ定数である。極端な高温でなければ、Mg, Ca などの第2族元素、Hg などの第12族元素、および Ne, Ar などの第18族元素の単原子気体の標準モルエントロピーはこれで求まる。ナトリウムイオンや塩化物イオンなどの、閉殻イオンの気相の標準モルエントロピーについても同様である。
{\displaystyle S_{\text{m,trans}}(T,V_{\text{m}})=R\left[{\frac {5}{2}}+\ln \left\{\left({\frac {2\pi mkT}{h^{2}}}\right)^{3/2}{\frac {V_{\text{m}}}{N_{\text{A}}}}\right\}\right]}
この理論式は1912年にO. SackurとH. Tetrodeにより導かれたもので、サッカー・テトロードの式という。ただしこの式は古典統計力学の近似を用いて導かれた式であり、対数関数の引き数が1より充分に大きくなる高温
{\displaystyle \left({\frac {2\pi mkT}{h^{2}}}\right)^{3/2}{\frac {V_{\text{m}}}{N_{\text{A}}}}\gg 1}
において成立する。これが1に近くなるような極低温においては、粒子の統計的性質が無視できなくなり、古典理想気体は理想フェルミ気体または理想ボース気体に移行する。
サッカー・テトロードの式に Vm = NAkT/P° と m = Mmu を代入すると以下のように書き換えられ、絶対温度 T、標準圧力 P° および 分子量 M を代入すると並進エントロピーが求まる。ここで {\displaystyle (-\ln {\frac {P^{\circ }}{\rm {Pa}}}+10.36122)} はサッカー・テトロード定数に相当する。また分子量 M は、相対分子質量とも呼ばれる無次元の量で、1個の分子の質量を統一原子質量単位で割ったものに等しい。
{\displaystyle {\begin{aligned}S_{\text{m,trans}}(M;T,P^{\circ })&=R\left[{\frac {3}{2}}\ln M+{\frac {5}{2}}\ln T-\ln P^{\circ }+\ln \left\{\left({\frac {2\pi m_{\text{u}}}{h^{2}}}\right)^{3/2}k^{5/2}\right\}+{\frac {5}{2}}\right]\\&=R\left({\frac {3}{2}}\ln M+{\frac {5}{2}}\ln {\frac {T}{\rm {K}}}-\ln {\frac {P^{\circ }}{\rm {Pa}}}+10.36122\right)\\\end{aligned}}}
温度 T = 298.15 K、標準圧力 P° = 105 Pa の場合は
{\displaystyle {\frac {S_{\text{m,trans}}(M;298.15\,{\rm {{K},10^{5}\,{\rm {{Pa})}}}}}{\rm {J\,K^{-1}mol^{-1}}}}=12.472\cdot \ln M+108.86}
である。たとえばM = 4.003 のヘリウムであれば 126.16 J K−1mol−1、M = 200.6 の水銀蒸気であれば 174.97 J K−1mol−1 となる。
サッカー・テトロードの式が成立する条件を標準圧力 P° と 分子量（単原子気体の場合は原子量） M で表すと
{\displaystyle T\gg \left({\frac {h^{2}P^{\circ 2/3}}{2\pi Mm_{\text{u}}}}\right)^{3/5}k^{-1}\sim {\frac {4.3\,{\rm {K}}}{M^{3/5}}}}
となる。この式からM = 4 のヘリウムであっても T ≫ 2 K であれば充分な高温であることがわかる。

#### 回転エントロピー
分子や多原子イオンでは回転エントロピーの寄与が加わる。標準モルエントロピーの計算では、まず、回転運動が激しくなっても遠心力などによる分子の変形はないと仮定して回転準位を求める（剛体回転子近似）。さらに回転準位から回転の分配関数を計算する際に、回転量子数 J に関する和を積分に置き換える近似をする（高温近似）。
二原子分子や二酸化炭素 CO2 などの直線分子や直線形多原子イオンの回転エントロピーは次式で与えられる。
ここで{\displaystyle I} は分子の慣性モーメント、{\displaystyle \sigma } は分子の対称数である。
{\displaystyle {\begin{aligned}S_{\text{m,rot}}(I,\sigma ;T)&=R\left(1+\ln {\frac {8\pi ^{2}IkT}{\sigma h^{2}}}\right)\\&=R\left(\ln {\frac {I/\sigma }{10^{-47}\,{\rm {kg\,m^{2}}}}}+\ln {\frac {T}{\rm {K}}}-2.696\right)\\\end{aligned}}}
対称数 {\displaystyle \sigma } は、等核二原子分子や CO2 のような対称直線分子では {\displaystyle \sigma } = 2 であり、異核二原子分子や一酸化二窒素 N2O のような非対称直線分子では {\displaystyle \sigma } = 1 である。温度 T = 298.15 K の場合は
{\displaystyle {\frac {S_{\text{m,rot}}(I,\sigma ;298.15\,{\rm {{K})}}}{\rm {J\,K^{-1}mol^{-1}}}}=8.3145\cdot \ln {\frac {I/\sigma }{10^{-47}\,{\rm {kg\,m^{2}}}}}+24.96}
となる。たとえばフッ素分子 F2 であれば、{\displaystyle I} = 31.7×10−47 kg m2 で {\displaystyle \sigma } = 2 だから、回転エントロピーは 47.93 J K−1mol−1 である。
和を積分に置き換える近似は
{\displaystyle {\frac {8\pi ^{2}IkT}{h^{2}}}\gg 1}
であれば良い近似となる（高温近似）。よって温度 T 〜 300 K であれば
{\displaystyle I\gg {\frac {h^{2}}{8\pi ^{2}kT}}\simeq 0.13\times 10^{-47}\,{\rm {kg\,m^{2}}}}
の分子に対しては良い近似である。多くの直線分子の慣性モーメントは 13×10−47 kg m2 より大きいので、極低温でないかぎり高温近似は良い近似である。最も小さな慣性モーメント {\displaystyle I} = 0.472×10−47 kg m2 を持つ水素分子 H2 でも、室温以上では高温近似で回転エントロピーを算出できる。室温以下での水素分子のエントロピーの計算は、高温近似が破綻することに加えて、核スピン異性体についても考慮しなければならないので、他の分子よりもずっと複雑な計算になる。
非直線分子では回転エントロピーは以下のように表され、ここで{\displaystyle I_{A}}、{\displaystyle I_{B}}、{\displaystyle I_{C}} は互いに直交する各主軸の慣性モーメントである。
{\displaystyle {\begin{aligned}S_{\text{m,rot}}(I_{A}I_{B}I_{C},\sigma ;T)&=R\left[{\frac {3}{2}}+\ln \left\{\left({\frac {8\pi ^{2}kT}{h^{2}}}\right)^{3/2}{\frac {(\pi I_{A}I_{B}I_{C})^{1/2}}{\sigma }}\right\}\right]\\&=R\left({\frac {1}{2}}\ln {\frac {I_{A}I_{B}I_{C}/\sigma ^{2}}{(10^{-47}\,{\rm {{kg\,m^{2}})^{3}}}}}+{\frac {3}{2}}\ln {\frac {T}{\rm {K}}}-3.471\right)\\\end{aligned}}}
非直線分子の対称数 {\displaystyle \sigma } は、分子の属する点群に含まれる回転操作（360°回転である恒等操作を含む）の数に等しい。すなわち、鏡映操作、反転操作、回映操作を含まない点群では対称数 {\displaystyle \sigma } は点群の位数に等しく、これらの操作をひとつでも含む点群では位数の半分である。たとえば点群 C2V に属する H2O では {\displaystyle \sigma } = 2 であり、点群 C3V に属する NH3 では {\displaystyle \sigma } = 3 である。点群 D6H に属する C6H6 では分子面に垂直な6回回転軸に加えて分子面内に2回回転軸が6本あるので {\displaystyle \sigma } = 12 である。CH4 のような正四面体分子は点群 Td に属するので、指標表から {\displaystyle \sigma } = 1 + 8 + 3 = 12 であることが分かり、SF6 のような正八面体分子は点群 Oh の指標表から {\displaystyle \sigma } = 1 + 8 + 6 + 6 + 3 = 24 であることがわかる。
温度 T = 298.15 K の場合は
{\displaystyle {\frac {S_{\text{m,rot}}(I_{A}I_{B}I_{C},\sigma ;298.15\,{\rm {{K})}}}{\rm {J\,K^{-1}mol^{-1}}}}=4.1572\cdot \ln {\frac {I_{A}I_{B}I_{C}/\sigma ^{2}}{(10^{-47}\,{\rm {{kg\,m^{2}})^{3}}}}}+42.20}
となる。たとえば水分子 H2O であれば、{\displaystyle I_{A}I_{B}I_{C}} = 5.84×10−47×3 kg3 m6 で {\displaystyle \sigma ^{2}} = 22 = 4 だから、回転エントロピーは 43.77 J K−1mol−1 である。

#### 振動エントロピー
原子間の結合をフックの法則に従うバネとみなすなら、分子振動のシュレーディンガー方程式は解析的に解ける（調和振動子近似）。この近似により得られた分子の振動準位を使うと振動分配関数および振動エントロピーを解析的な形で書くことができる。振動エントロピーの計算に必要な振動準位間のエネルギー間隔は、赤外分光法やラマン分光法により測定される、分子の振動スペクトルから求められる。
二原子分子の振動エントロピーの寄与は以下のようになる。ここでe は自然対数の底、{\displaystyle x={\frac {hc{\widetilde {\nu }}}{kT}}}を表し、{\displaystyle {\widetilde {\nu }}}は振動の波数を、c は光の速さを表す。
{\displaystyle S_{\text{m,vib}}(x)=R\left[{\frac {x}{e^{x}-1}}-\ln(1-e^{-x})\right]}
この振動エントロピーの寄与が 0.01 J K−1mol−1 より大きくなるのは {\displaystyle x} < 9.0 のときである。よって
{\displaystyle T<{\frac {1}{9.0}}\cdot {\frac {hc{\widetilde {\nu }}}{k}}={\frac {1.439\,{\rm {K}}}{9.0}}{\frac {\widetilde {\nu }}{\rm {cm^{-1}}}}=0.16\,{\rm {{K}\cdot {\frac {\widetilde {\nu }}{\rm {cm^{-1}}}}}}}
であれば、振動エントロピーの寄与は無視できるほど小さい。
温度 T 〜 300 K の場合は、この式は
{\displaystyle {\frac {300\,{\rm {K}}}{0.16\,{\rm {K}}}}<{\frac {\widetilde {\nu }}{\rm {cm^{-1}}}}}
となるから、分子振動の波数が {\displaystyle {\widetilde {\nu }}} > 1900 cm−1 のときには、振動エントロピーは室温では無視できるほど小さいことがわかる。たとえば、{\displaystyle {\widetilde {\nu }}} = 2143 cm−1 の一酸化炭素分子 CO について計算すると 0.003 J K−1mol−1 となり確かに小さい。それに対して {\displaystyle {\widetilde {\nu }}} = 554 cm−1 の塩素分子 Cl2 では 2.24 J K−1mol−1 となり、小さいが無視できない程度の寄与をする。
多原子分子の場合は、分子が n 個の原子から構成されているとすると、基準振動の数は 3n-6（直線分子のときは 3n-5）となる。二原子分子の場合と同様に調和振動子近似を使うと、振動エントロピーの寄与は以下のようになる。ここで {\displaystyle x_{i}={\frac {hc{\widetilde {\nu }}_{i}}{kT}}} であり、{\displaystyle {\widetilde {\nu }}_{i}} は i 番目の基準振動の波数を表す。{\displaystyle {\boldsymbol {x}}} は {\displaystyle x_{i}} の組 {\displaystyle \{x_{1},x_{2},\cdots ,x_{3n-6}\}} を表す。
{\displaystyle S_{\text{m,vib}}({\boldsymbol {x}})=\sum _{i}^{3n-6}S_{\text{m,vib}}(x_{i})=R\sum _{i}^{3n-6}\left[{\frac {x_{i}}{e^{x_{i}}-1}}-\ln(1-e^{-x_{i}})\right]}
多原子分子の振動には、結合距離が伸び縮みする伸縮振動のほかに、結合角が広がったり狭まったりする振動やねじれ角（二面角）が変化する振動などの変角振動が存在する。変角振動の波数は伸縮振動の波数よりも普通は小さいので、変角振動によるエントロピーへの寄与は伸縮振動のそれよりも大きくなる。たとえば二酸化硫黄 SO2 では、{\displaystyle {\boldsymbol {\widetilde {\nu }}}} = {1362, 1151, 518} cm−1 であり、変角振動の波数 518 cm−1 は伸縮振動の波数の半分以下である。298.15 K では {\displaystyle {\boldsymbol {x}}} = {6.57, 5.55, 2.50} となり、SO2 の振動エントロピー 2.87 J K−1mol−1 のうち 90% が変角振動の寄与である。直線分子である CO2 では、{\displaystyle {\boldsymbol {\widetilde {\nu }}}} = {2349, 1333, 667, 667} cm−1 であり、667 cm−1 の変角振動は二重に縮退している。これらの振動の波数から 298.15 K の CO2 の振動エントロピーは 3.01 J K−1mol−1 と算出され、そのうちの 97% は変角振動の寄与である。
多原子分子の基準振動の数が原子数 n に比例するため、振動エントロピーも n に比例して大きくなる。たとえば12個の原子からなるベンゼン分子 C6H6 の基準振動の数は 3 × 12 - 6 = 30 であるので、ベンゼンの振動エントロピーは30項の和で表される。振動スペクトルから得られた波数から 298.15 K の C6H6 の振動エントロピーを算出すると 19.24 J K−1mol−1 となる。この値は二原子分子や三原子分子の典型的な振動エントロピーよりも桁違いに大きい。

#### 電子エントロピー
室温またはそれ以下の温度では、電子励起状態のエントロピーへの寄与は無視できることが多い。このとき、電子状態のエントロピーへの寄与は温度に依らない定数となり、次式で与えられる。
{\displaystyle S_{\text{m,elec}}=R\ln g_{0}}
ここで g0 は電子基底状態の縮退度である。たとえば希ガス、第2族元素および第12族元素（単原子気体）など、原子の基底状態が 1S であるものは g0 = 1 であり、電子エントロピーはゼロである。第1族元素および第11族元素（単原子気体）など基底状態が 2S であるものは g0 = 2 より、電子エントロピーは 5.76 J K−1mol−1 となる。一般に、電子励起状態からの寄与が無視できて、かつ、電子基底状態の軌道角運動量がゼロである場合の電子エントロピーは
{\displaystyle S_{\text{m,elec}}=R\ln(2S+1)}
で求められる。ここで 2S + 1 は原子、イオンまたは分子の基底状態のスピン多重度である。閉殻の原子、イオンおよび分子は不対電子を持たないため、これら閉殻の化学種のスピン多重度は 1 であり、また軌道角運動量はゼロである。さらに、閉殻の電子配置を励起するのに必要なエネルギーはきわめて大きいので、室温またはそれ以下の温度ではこれらの化学種は事実上すべて電子基底状態にある。よって、閉殻の原子、イオンおよび分子では、電子エントロピーはゼロである。
化学的に興味のある分子のほとんどは、不対電子を持たないため Sm,elec = 0 である。不対電子を持つ分子の場合は、そのほとんどすべての場合において軌道角運動量を持たないので、電子エントロピーは Sm,elec = R ln (2S + 1) で与えられる。例えば 二酸化窒素 NO2 のように、不対電子をひとつだけ持つ分子では 2S + 1 = 2 なので、Sm,elec = 5.76 J K−1mol−1 となる。不対電子をふたつ持つ酸素分子 O2 の基底状態はスピン三重項なので、酸素では Sm,elec = 9.13 J K−1mol−1 となる。
軌道角運動量がゼロでない原子の場合は、スピン軌道相互作用により基底状態の縮退が部分的に解けるため、電子エントロピーの計算は複雑になる。例えば第14族元素の原子の基底状態は、最外殻の電子配置が s2p2 だから、フントの規則により 3P となる。スピン軌道相互作用を無視する近似では、この基底状態は9重に縮退しているので Sm,elec = R ln 9 = 18.27  J K−1mol−1 になる。スピン軌道相互作用を考慮すると 3P は、3P0, 3P1, 3P2 に分裂する。第14族元素の原子では、3P0 が基底状態となるので、g0 = 1 であり、スピン軌道相互作用が十分に大きくなると電子エントロピーはゼロになると予想される。スピン軌道相互作用は原子が重くなるほど大きくなることから、したがって、C, Si, Ge, Sn, Pb と周期表を下がるにつれて電子状態の寄与が R ln 9 からゼロへと近づくと考えられる。以下に示すように、この予想は正しい。
一般に、電子励起状態からの寄与が無視できない場合には、電子エントロピーは温度の関数となり、次式で与えられる。
{\displaystyle S_{\text{m,elec}}(T)=R\left(\ln Q_{\text{elec}}(T)+T{\frac {d}{dT}}\ln Q_{\text{elec}}(T)\right)}
ここで  Qelec(T) は電子状態の分配関数であり、i 番目の励起状態の縮退度を gi , 基底状態とのエネルギー差を Δi として次式で与えられる。
{\displaystyle Q_{\text{elec}}(T)=\sum _{i=0}g_{i}\exp(-\Delta _{i}/kT)}
ここで i = 0 は基底状態であり Δ0 = 0 である。g0 は基底状態の縮退度を表す。例えば第14族元素の原子について、3P0, 3P1, 3P2 の三準位を考えた場合は
{\displaystyle Q_{\text{elec}}(T)=1+3\exp[-(\epsilon _{1}-\epsilon _{0})/kT]+5\exp[-(\epsilon _{2}-\epsilon _{0})/kT]}
となる。ここで ε0, ε1, ε2 はそれぞれ 3P0, 3P1, 3P2 のエネルギー準位である。この式に原子スペクトルから得られる ε1 - ε0 と ε2 - ε0 を代入して、298.15 K における電子状態のエントロピーへの寄与を計算すると、C, Si, Ge, Sn, Pb に対してそれぞれ 18.24, 17.53, 5.61, 0.07, 0.00 J K−1mol−1 となる。炭素原子の Sm,elec は、ほぼ R ln 9 であってスピン軌道相互作用を無視したときの値に近い。それに対して鉛原子では、電子励起状態からの寄与は室温では完全に無視できることがわかる。

## 熱化学における関係式
ギブス自由エネルギー変化とエンタルピー変化の間には以下の関係がある。
{\displaystyle \Delta G=\Delta H-T\Delta S}
標準状態(298.15 K, 105 Pa)では以下のようになる。
{\displaystyle \Delta G^{\circ }=\Delta H^{\circ }-T\Delta S^{\circ }}
ここでエントロピー変化ΔSは生成系の各物質のモルエントロピーの合計と、反応系の各物質のモルエントロピーの合計の差である。
{\displaystyle \Delta S^{\circ }=\sum S^{\circ }{\mbox{(products)}}-\sum S^{\circ }{\mbox{(reactants)}}}
たとえば水（液体）の標準生成エントロピー変化 ΔfSº は以下のように求められる。
{\displaystyle {\begin{aligned}{\rm {\Delta _{f}{\mathit {S}}^{\circ }}}&={\rm {{\mathit {S}}_{H_{2}O}^{\circ }-({\mathit {S}}_{H_{2}}^{\circ }+{\frac {1}{2}}\times {\mathit {S}}_{O_{2}}^{\circ })}}\\&={\rm {69.91J\cdot mol^{-1}\cdot K^{-1}-(130.684J\cdot mol^{-1}\cdot K^{-1}+{\frac {1}{2}}\times 205.138J\cdot mol^{-1}\cdot K^{-1})}}\\&={\rm {-163.34J\cdot mol^{-1}\cdot K^{-1}}}\\\end{aligned}}}
水の標準生成エンタルピー変化は ΔfHº = −285.83 kJ mol−1 であり、これより標準生成ギブス自由エネルギー変化 ΔfGº を求めることができる。
{\displaystyle {\begin{aligned}{\rm {\Delta _{f}{\mathit {G}}^{\circ }}}&={\rm {\Delta _{f}{\mathit {H}}^{\circ }-{\mathit {T}}\Delta _{f}{\mathit {S}}^{\circ }}}\\&={\rm {-285.83kJ\cdot mol^{-1}-298.15K\times (-0.16334kJ\cdot mol^{-1}\cdot K^{-1})}}\\&={\rm {-237.13kJ\cdot mol^{-1}}}\\\end{aligned}}}

## 主な物質の標準モルエントロピー
各物質の標準モルエントロピーは、標準生成エンタルピー変化および標準生成ギブス自由エネルギー変化と伴に以下の文献にまとめられ、そのうち一部は『化学便覧』などにも掲載されている。
- D.D. Wagman, W.H. Evans, V.B. Parker, R.H. Schumm, I. Halow, S.M. Bailey, K.L. Churney, R.I. Nuttal, K.L. Churney and R.I. Nuttal, The NBS tables of chemical thermodynamics properties, J. Phys. Chem. Ref. Data 11 Suppl. 2 (1982).

水溶液中のイオンについては常に陽イオンおよび陰イオンの合計として測定されるため、単独イオンのモルエントロピーは水素イオンを0とし、無限希釈の状態である仮想的な1 mol kg−1の理想溶液の状態とする。
|                 | 物質             | 化学式  | Sº / J mol−1K−1 |
| --------------- | ---------------- | ------- | --------------- |
| 単原子分子      | ヘリウム         | He(g)   | 126.150         |
| 単原子分子      | ネオン           | Ne(g)   | 146.328         |
| 単原子分子      | 水素原子         | H(g)    | 114.713         |
| 単原子分子      | 酸素原子         | O(g)    | 161.055         |
| 単原子分子      | ナトリウム原子   | Na(g)   | 153.712         |
| 二原子分子      | 水素分子         | H2(g)   | 130.684         |
| 二原子分子      | 酸素分子         | O2(g)   | 205.138         |
| 二原子分子      | フッ化水素       | HF(g)   | 173.779         |
| 二原子分子      | 塩化水素         | HCl(g)  | 186.908         |
| 多原子分子      | 水蒸気           | H2O(g)  | 188.825         |
| 多原子分子      | アンモニア       | NH3(g)  | 192.45          |
| 多原子分子      | メタン           | CH4(g)  | 186.264         |
| 液体, 固体      | 水               | H2O(l)  | 69.91           |
| 液体, 固体      | 水酸化ナトリウム | NaOH(s) | 64.455          |
| 液体, 固体      | 塩化ナトリウム   | NaCl(s) | 72.13           |
| イオン (水溶液) | 水素イオン       | H+(aq)  | 0               |
| イオン (水溶液) | 水酸化物イオン   | OH−(aq) | −10.75          |
| イオン (水溶液) | ナトリウムイオン | Na+(aq) | 59.0            |
| イオン (水溶液) | 塩化物イオン     | Cl−(aq) | 56.5            |